# Affaire Brahim Bouraam
L'affaire Brahim Bouraam (dans certaines sources, Bouaram) est le meurtre d'un Marocain à Paris par un militant d'extrême droite, entre les deux tours de l'élection présidentielle de 1995. Une plaque commémorative est apposée sur les lieux du drame, en 2003.

## Histoire

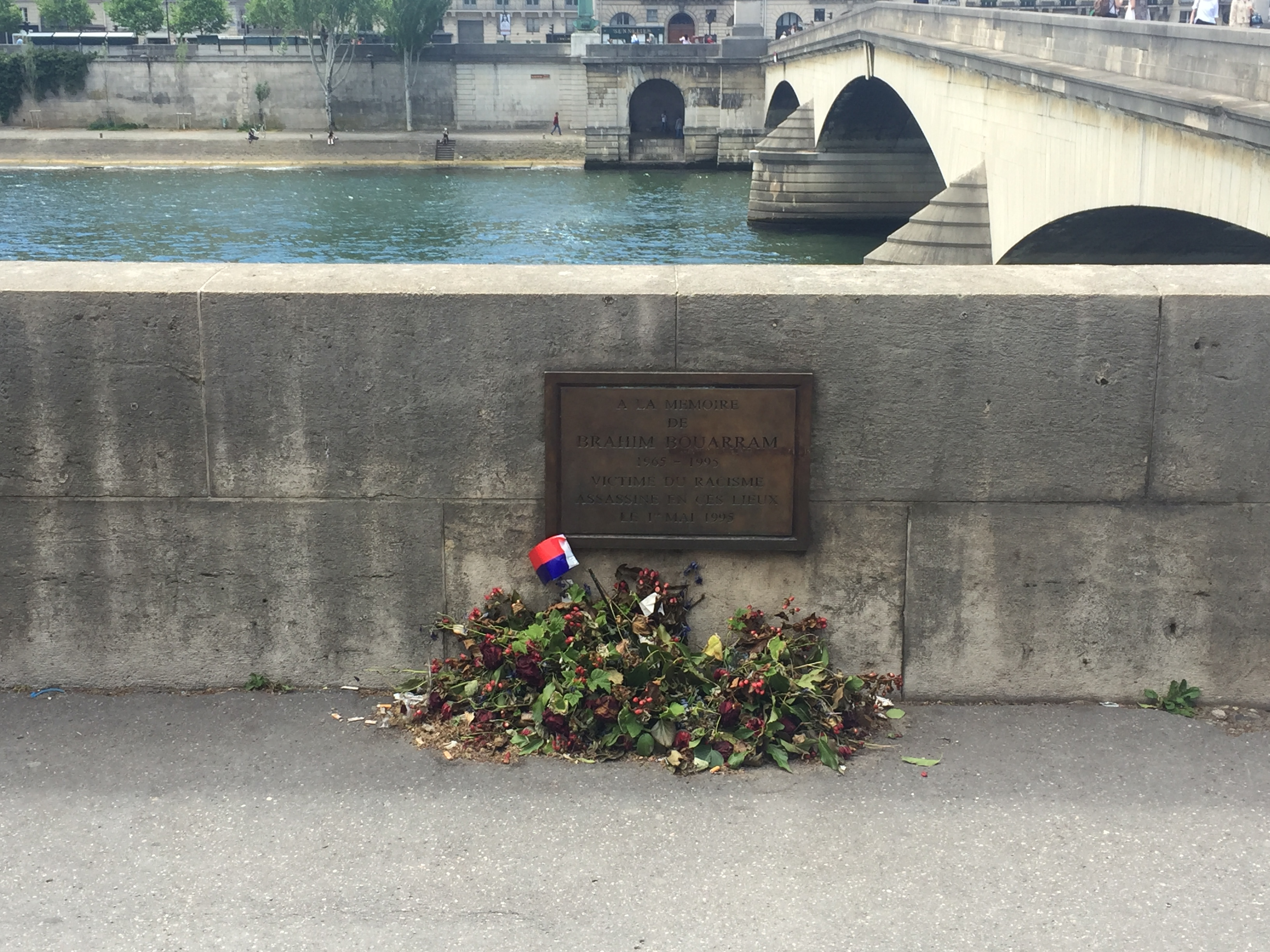
Plaque commémorative sur le pont du Carrousel.

Le 1er mai 1995, à proximité du pont du Carrousel à Paris, Brahim Bouraam, un sujet marocain, est poussé dans la Seine par un manifestant en marge du défilé annuel du Front national en l'honneur de Jeanne d'Arc. Le fleuve est en crue et le courant assez fort ; ne sachant pas nager, il se noie. Il a 29 ans et est père de deux enfants. L'agression n'est pas seulement guidée par des motifs racistes, mais aussi homophobes. Elle a lieu à un endroit des quais de Seine connu pour être un lieu de rencontres homosexuelles, et un des militants, avant de s'y rendre, crie « menaces sidaïques » en direction des passants qui y déambulent. 
Jean-Marie Le Pen, qui qualifie l'évènement d'« accident », déclare peu de temps après : « Je regrette qu'un malheureux se soit noyé, mais dans une agglomération de 10 millions d'habitants, ce genre de fait divers peut toujours se produire, ou même être créé à volonté ». Le président du Front national y voit également une manipulation des médias et une provocation à l'égard de son parti. 
Le président de la République François Mitterrand vient alors se recueillir sur les berges de la Seine, à la verticale du pont du Carrousel, à l'endroit précis où Brahim Bouraam a été jeté dans le fleuve, le 3 mai au cours d'une manifestation regroupant 12 000 personnes entre les deux tours de l'élection présidentielle.
L'accusé principal Mickaël Fréminet, âgé de 19 ans au moment des faits, est condamné le 15 mai 1998 par la Cour d'assises de Paris à huit ans de prison ferme pour meurtre. La cour condamne également Christophe Calame (militant de L'Œuvre française), David Halbin (cuisinier, adhérent au FN) et David Parent à cinq ans de prison dont quatre avec sursis, pour non-assistance à personne en danger.

## Commémorations

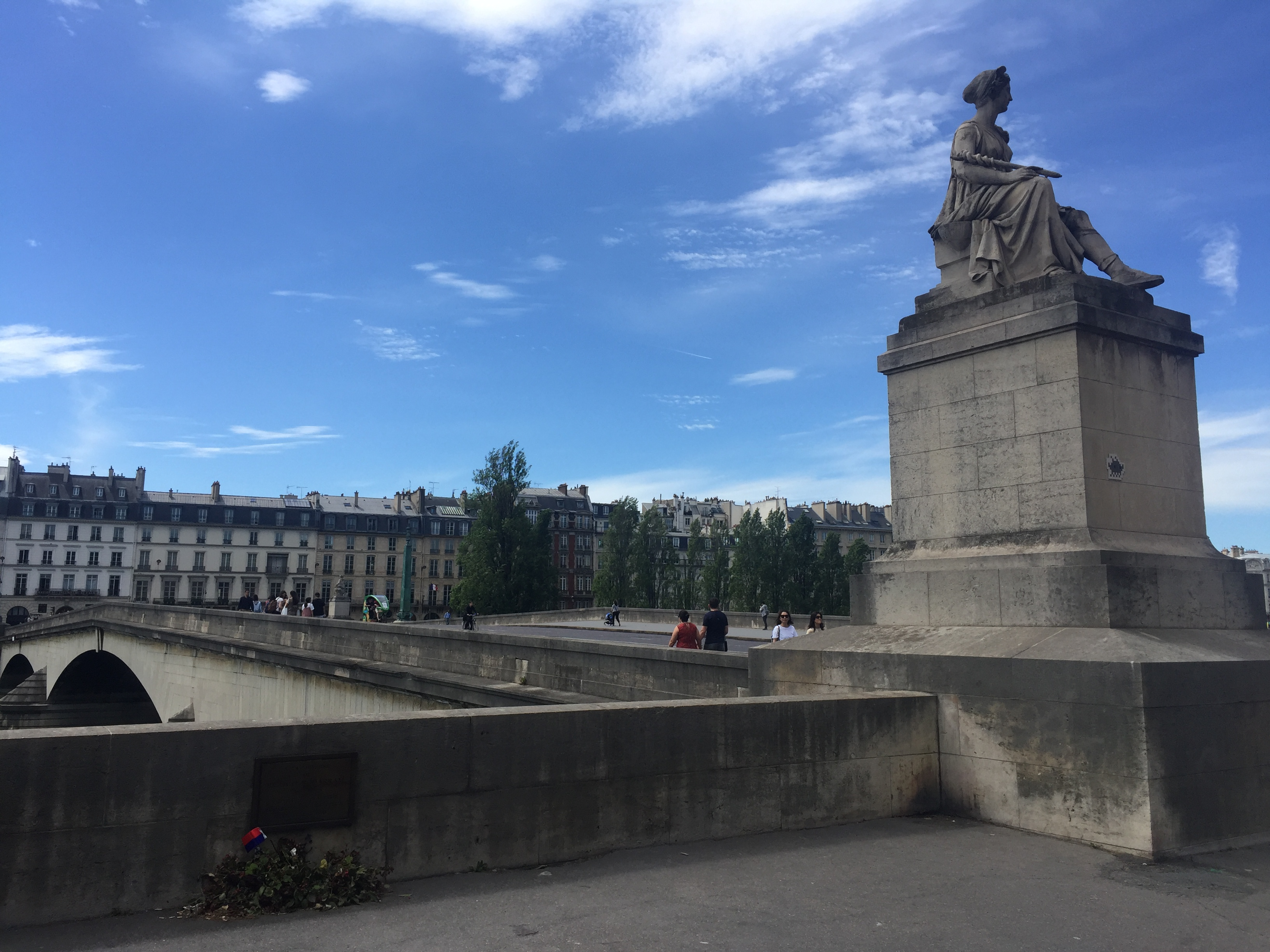
Vue de la plaque commémorative sur le pont du Carrousel.

En 2003, le maire de Paris Bertrand Delanoë, au nom des citoyens parisiens,  honore sa mémoire et celle de toutes les victimes du racisme par la pose d'une plaque commémorative sur le quai rive droite, en amont du pont.
Le 1er mai 2017, également entre les deux tours de l'élection présidentielle, Jean-Luc Mélenchon et Emmanuel Macron se rendent sur le pont, en hommage à Brahim Bouraam. Cette cérémonie a lieu en présence du fils de Brahim Bouraam, et de Bertrand Delanoë,.
Le 1er mai 2018, la maire de Paris, Anne Hidalgo, et le porte-parole du gouvernement, Benjamin Griveaux, au nom du président Macron, ont déposé une gerbe en hommage à Brahim Bouraam. Elle réitère cette commémoration le 1er mai en 2021, ainsi que le 1er mai 2022.

## Musique
Le groupe Zebda a écrit une chanson sur ce sujet : Le pont du Carrousel, se trouvant sur le single Tomber la chemise (1999).
Le groupe Wriggles mentionne l'affaire Brahim Bouraam dans sa chanson Plouf, partie de l'album Justice avec des saucisses.
Anne Sylvestre dénonce ce meurtre dans sa chanson Prudence. 